# Tula Belle
Tula Belle (1906–1992) fue una actriz infantil estadounidense. Belle era de ascendencia noruega.
Es conocida por su interpretación de Mytyl en The Blue Bird.

## Filmografía
- The Brand of Cowardice (1916)
- Over the Hill (1917)
- The Vicar of Wakefield (1917)
- The Blue Bird (1918)

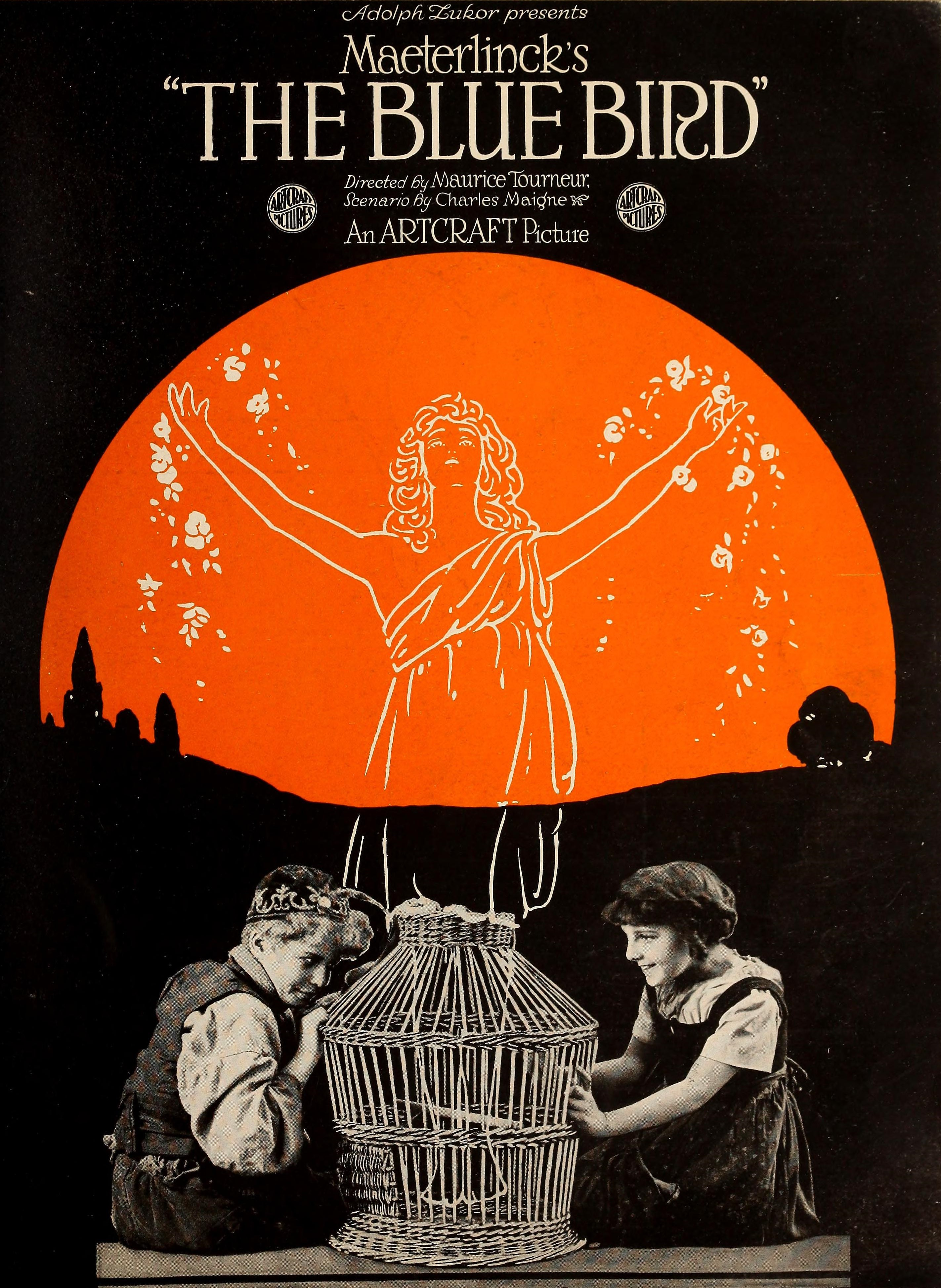
The Blue Bird (película de 1918)

- A Doll's House (1918) basada en la obra A Doll's House de Henrik Ibsen[4]
- At the Mercy of Men[5] (1918)
- Deliverance (1919)
- The Miracle Man (1919)
- Old Dad (1920)